# 55 Water Street
55 Water Street è un grattacielo di New York. Costruito nel distretto finanziario di Lower Manhattan è uno dei grattacieli più alti della città.

## Storia
Costruito tra il 1969 e il 1972 all'epoca era tra gli edifici più alti di New York.
Occupato fino al 1993 dalla società Olimpia & York, l'edificio è poi divenuto di proprietà di Retirement Systems of Alabama. I nuovi proprietari hanno ingaggiato Kohn Pedersen Fox per rinnovare la facciata, oltre a spendere più di 20 milioni di dollari per rimuovere l'amianto dall'edificio e installare un sistema elettrico per produrre energia in modo sostenibile.
Nel 2001 fu varato un progetto per ingrandire notevolmente l'edificio soprattutto nella parte frontale per aggiungere negozi e un centro commerciale. Il progetto però venne rapidamente abbandonato a causa degli alti costi che implicava.
Nel 2012 fu uno dei tanti edifici a subire danni dall'uragano Sandy che allagò completamente i tre piani interrati con 120.000.000 litri d'acqua.

## Descrizione
Alto 209 metri e con 53 piani presenta dei ponti che lo collegano ad altri 2 edifici: 277 Park Avenue e 5 Beekman Street.
Una particolarità dell'edificio e che alla base presenta uno spazio pubblico privato che può essere affittato per matrimoni o per feste di vario genere.
Questo spazio aperto venne rinnovato numerose volte l'ultima delle quali nel 2005 che lo portò ad avere le dimensioni di 4.800 metri quadrati.